# Чернавка (приток Уводи)
Чернавка — река в Ивановской области России. Устье реки находится в 130 км от устья по правому берегу реки Уводи. Исток реки — небольшое озеро западнее села Буньково Ивановского района. Длина — 21 км, площадь водосборного бассейна — 170 км².
Притоки — Виргуза (правый), Кочневка (левый).

## Данные водного реестра
По данным государственного водного реестра России относится к Окскому бассейновому округу, водохозяйственный участок реки — Уводь от истока и до устья, речной подбассейн реки — Бассейны притоков Оки от Мокши до впадения в Волгу. Речной бассейн реки — Ока.
Код объекта в государственном водном реестре — 09010301012110000032994.